# Hayır Bey
Hayır Bey (a volte scritto Kha'ir Bey o Kha'ir Beg o Khayrbak; ... – 1522) governò l'Egitto in nome dell'Impero ottomano dal 1517 fino alla sua morte, avvenuta nel 1522. Gli fu concessa la carica di governatore dal sultano Selim I dell'Impero Ottomano per il suo aiuto nella conquista dell'Egitto.
Di origine abcasa, fu l'ex governatore mamelucco di Aleppo che contribuì alla vittoria ottomana nella battaglia di Marj Dabiq. Dopo la conquista ottomana dei Mamelucchi e la fine del Sultanato mamelucco, il gran visir Yunus Pascià fu nominato governatore dell'Egitto. Tuttavia, dopo che il sultano ottomano Selim I scoprì il suo mal governo, fatta di corruzione ed estorsione, il governatore dell'Egitto fu affidato a Hayır Bey.
La sua residenza era il Palazzo Amir Alin Aq e costruì il complesso funerario Amir Khayrbak.